# Beauchamp CTT
Le Club de Tennis de Table de Beauchamp (ou CTT Beauchamp) est un club français de tennis de table situé à Beauchamp (Val-d'Oise).
Site web
L'équipe première féminine a été la première à représenter le club en première division en 2000, lorsqu'elle décrocha le titre de Champion de France de Nationale 1.

## Palmarès
- Vainqueur du Challenge National Bernard Jeu en 1997, 1998 et 2000

| - Champion de France de Nationale 1 en 2000 et 2002 - 7e de Pro A de 2007 à 2009 | - Vice-Champion de France de Pro B en 2004 |

## Bilan par saison
- Note : Saisons professionnelles uniquement

| Saison    | Champ.        | Cl | Pts | J  | V | N | D  | Pé | PP | Pc | Diff |
| --------- | ------------- | -- | --- | -- | - | - | -- | -- | -- | -- | ---- |
| 2012-2013 | Pro B         | 4e | 37  | 18 | 8 | 4 | 5  | 1  | 47 | 46 | +1   |
| 2011-2012 | Pro B         | 6e | 39  | 18 | 9 | 3 | 6  | -  | 52 | 45 | +7   |
| 2010-2011 | Pro B         | 6e | 29  | 16 | 5 | 4 | 6  | 1  | 37 | 50 | -13  |
| 2009-2010 | Nationale 1   |    |     |    |   |   |    |    |    |    |      |
| 2008-2009 | Pro A         | 7e | 34  | 18 | 6 | 4 | 8  | -  | 50 | 51 | -1   |
| 2007-2008 | Pro A         | 7e | 33  | 18 | 4 | 7 | 7  | -  | 49 | 57 | -8   |
| 2006-2007 | Pro A         | 8e | 33  | 18 | 5 | 5 | 8  | -  | -  | -  | -    |
| 2005-2006 | Pro A         | 8e | 32  | 18 | 5 | 4 | 9  | -  | -  | -  | -    |
| 2004-2005 | Pro A         | 8e | 34  | 18 | 6 | 4 | 8  | -  | -  | -  | -    |
| 2003-2004 | Pro B         | 3e | 34  | 14 | 9 | 2 | 3  | -  | -  | -  | -    |
| 2002-2003 | Superdivision | 7e | 22  | 14 | 4 | - | 10 | -  | -  | -  | -    |

| Saison    | Champ. | Cl  | Pts | J  | V | N | D  | PP | Pc | Diff |
| --------- | ------ | --- | --- | -- | - | - | -- | -- | -- | ---- |
| 2008-2009 | Pro B  | 3e  | 37  | 18 | 6 | 7 | 5  | 49 | 47 | +2   |
| 2007-2008 | Pro B  | 5e  | 31  | 16 | 6 | 3 | 7  | 41 | 42 | -1   |
| 2006-2007 | Pro B  | 4e  | 41  | 18 | 9 | 5 | 4  | -  | -  | -    |
| 2005-2006 | Pro B  | 4e  | 37  | 18 | 6 | 7 | 5  | 51 | 45 | +6   |
| 2004-2005 | Pro A  | 10e | 21  | 18 | 1 | 2 | 15 | -  | -  | -    |
| 2003-2004 | Pro B  | 3e  | 32  | 14 | - | - | -  | -  | -  | -    |

## Anciens Pongistes
- Adrien Mattenet
- Audrey Mattenet